# Helmar Lerski
Helmar Lerski (né Israel Schmuklerski le 18 février 1871 à Strasbourg et mort le 19 septembre 1956 à Zurich) est un photographe et cinéaste suisse d'origine juive polonaise.
Marquée par le théâtre et le cinéma, l'œuvre de Lerski est constituée presque exclusivement de portraits, réalisés à la chambre sur négatifs grand format, et se caractérise par une utilisation novatrice de la lumière. Lerski a débuté la photographie à l'époque du pictorialisme aux États-Unis ; il fut une figure de l'avant-garde en Allemagne autour de 1930, avant de devenir un pionnier dans le domaine du cinéma et de la photographie dans la Palestine mandataire.

## Biographie

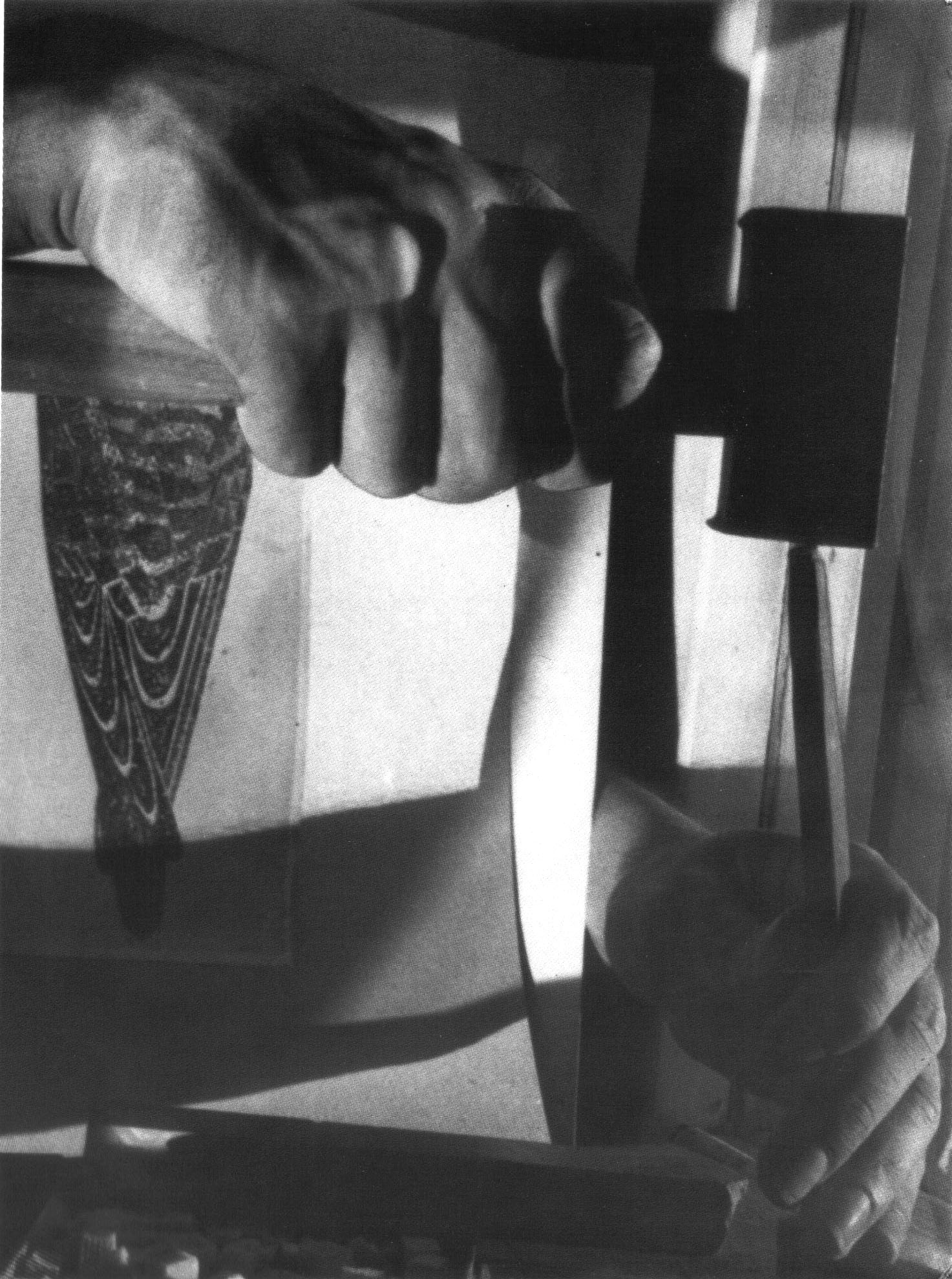
Série Mains humaines de Helmar Lerski

Israel Schmuklerski naît le 18 février 1871 à Strasbourg - la ville est alors allemande. Ses parents, Getzel et Lea Schmuklerski, s’y sont installés peu auparavant avec leurs enfants en provenance de Zgierz, près de Łódź en Pologne. En 1876, la famille s’installe à Aussersihl, près de Zurich ; elle obtiendra la nationalité suisse en 1887.
À 15 ans, Israel entre comme apprenti dans une banque. Deux ans plus tard, il effectue un long voyage en Afrique du Nord, d'Alger à Tripoli, et jusqu'en Abyssinie. En 1893, il se rend aux États-Unis, rejoignant sa sœur Janette qui réside à Chicago. Il vit de petits boulots et prend des cours de théâtre. En 1896, il est engagé par le Irving Place Theater de New York - adoptant le nom d'Helmar Lerski -, puis en 1897, par le Pabst Theater de Milwaukee, où il s'installe. En 1905, il épouse Emilie Bertha Rossbach, et voyage en Europe. Il publie à Berlin, avec le philosophe Emil F. Rüdebusch, un recueil d'aphorismes célébrant l'amour libre, Lebt die Liebe!.
En 1909, après la mort du directeur du Pabst Theater, il arrête la scène et commence la photographie, une activité que pratique sa femme Emilie Bertha. Ils ouvrent un studio à Milwaukee, qui se fait connaître assez rapidement. Lerski expose à l’Annual Convention of Photographers Association of America à Philadelphie (Pennsylvanie) en 1912. Des revues professionnelles font l'éloge de son travail, comme Studio Light (Rochester), Photo-Era. The American Journal of Photography (Boston) ou Wilson’s Photographic Magazine (New York). Le critique Sadakichi Hartmann vante son travail de la lumière dans plusieurs articles. En 1914-1915, il enseigne la photographie à Austin (Texas).
Il revient à Berlin en 1915, où son œuvre photographique est exposée. En 1916, il est engagé par le sculpteur et cinéaste William Wauer, comme caméraman et chef opérateur. Il travaille alors pour différentes sociétés de production dans le cinéma muet jusqu'à la fin des années 1920. Il collabore en particulier avec Robert Reinert sur près de vingt-deux films, dont Ahasver (1917), une trilogie évoquant des aventures du Juif errant, Nerven (1919) ou Opium (1919), qui sont des succès populaires. En 1921, son épouse décède et il se remarie l'année suivante avec Anneliese Margarete Wolfkamp. En 1924, il participe au film Le Cabinet des figures de cire de Paul Leni et Leo Birinsky, qui est sans doute sa meilleure contribution cinématographique. L'année suivante, il entre à la compagnie Deutsche-Spiegeltechnik, où il est chargé de mettre en œuvre le procédé Schüfftan, ancêtre des effets spéciaux. Il participe ainsi à Metropolis (1927) de Fritz Lang, sans que son nom ne figure au générique.
Alors que le cinéma devient parlant, que l'esthétique expressionniste est délaissée, Lerski ne trouve plus d'engagements et il revient à la photographie en 1927, avec le portrait d'acteurs et de personnalités. Il fait ainsi poser Leni Riefenstahl, Eleonora von Mendelssohn, mais aussi Walter Hasenclever ou Francis Bacon. Délaissant les célébrités, il fait le portraits d'employés, d'ouvriers et de chômeurs, qu'il magnifie par le cadrage et le travail de la lumière. C'est la série Köpfe des Alltags (Têtes de tous les jours), publiée par Hermann Reckendorf en 1931. Il participe avec cette série à l'exposition « Film und Foto » à Stuttgart en 1929, ainsi qu'aux autres manifestations de l'avant-garde photographique.
En 1931, il débute la série Jüdische Köpfe (Visages juifs), qui doit faire l'objet d'un livre publié par Charles Peignot, éditeur de la revue Arts et métiers graphiques à Paris. Il se rend pour cela en Palestine, avant de s'y installer durablement avec son épouse en 1932, menacé par la montée du nazisme. Lerski poursuit cette série jusqu'en 1935 - il l'intitule désormais Arabes et juifs - quand le projet de publication est abandonné. Travaillant pour la cause sioniste, il réalise Avodah (Travail), un film documentaire qui montre les accomplissements des pionniers juifs en Terre sainte. Le film est présenté au festival de Venise en 1935, où est aussi montré Le Triomphe de la volonté de Leni Riefenstahl. Il réalise aussi Hebraïsche Melodie (Mélodie hébraïque), un court métrage qui suit le violoniste Andreas Weissgerber jouant au Tombeau des Rois.
En 1935-1936, il entreprend en quelques mois la série qu'il considérera comme son chef-d'œuvre, Verwandlungen durch Licht (Métamorphoses par la lumière), constituée de 139 photographies d'un même homme, photographié sur le toit de son immeuble au 16 rue Dizengoff à Tel-Aviv. Après un séjour à Paris et Londres en 1937-1939, il revient en Palestine, et dirige un atelier de films pour le compte de la Histadrout, à l'instigation de Golda Meir, mais il est interrompu rapidement du fait des restrictions de la guerre. En 1941, il est président de la Palestine Professional Photographers Association qu’il a fondée avec le photographe Walter Zadek en 1939. Il expose régulièrement au musée national Bezalel à Jérusalem, ainsi qu'au musée des beaux-arts de Tel-Aviv ; c'est notamment la série Mains (Human Hands) montrée à Jérusalem, ou la série Soldats juifs, présentée à l'exposition Fight and Work (Combattre et travailler) en 1943.
Il revient en Suisse en mars 1948, quelques mois avant la création de l'Etat d'Israël, et meurt en 1956.
L'ouvrage rétrospectif sur lequel il travaillait sera publié par sa femme en 1956, sous le titre Der Mensch - mein Bruder (L'homme, mon frère).

## Œuvre photographique
- Köpfe des Alltags (Têtes de tous les jours), 1928-1930
- Jüdische Köpfe (Visages juifs) ou Araben und Juden (Arabes et juifs), 1931-1935
- Verwandlungen durch Licht (Métamorphoses par la lumière), 1935-1936
- Human Hands (Mains humaines), 1932-1942
- Landschaft des Gesicht (Paysage du visage), 1941
- Soldats juifs, 1941-1943

## Filmographie

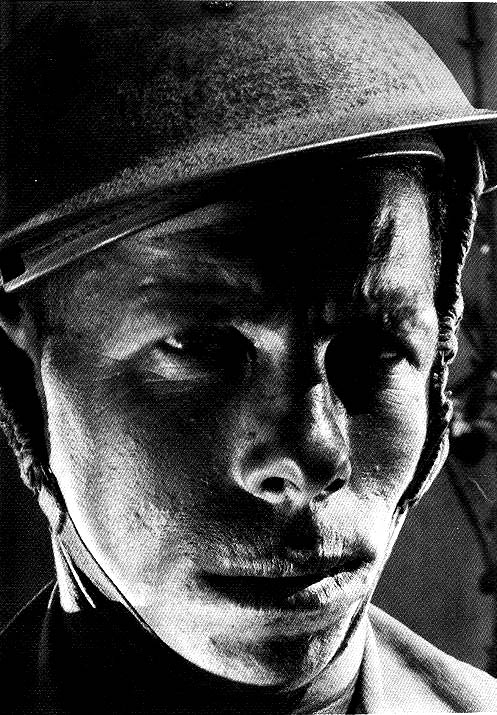
Série Soldats juifs de Helmar Lerski

En tant que caméraman et chef opérateur (titre, année, réalisateur, producteur) :
- Rosa kann alles [Rosa peut tout], 1916, William Wauer, W.-W. Film, Berlin
- Peter Lump, 1916, William Wauer, W.-W. Film, Berlin
- Im Bewusstsein der Schuld [Culpabilité], 1916, William Wauer, W.-W. Film, Berlin
- Entehrt [Déshonneur], 1916, William Wauer, W.-W. Film, Berlin
- Der Traum einer Nacht. Am Abgrund [Le Rêve d’une nuit. Au bord du gouffre], 1916, William Wauer, W.-W. Film, Berlin
- Die Gräfin Heyers [La Comtesse Heyers], 1916, William Wauer, Atlantic Film Aarhus, Berlin
- Der Knute entflohen [Échappé au knout], 1917, Josef Stein, Deutsche Bioscop, Berlin
- Wenn Tote sprechen [Quand les morts parlent], 1917, Robert Reinert, Deutsche Bioscop, Berlin
- Ahasver, 1917, Robert Reinert, Deutsche Bioscop, Berlin
- Erloschene Augen [Yeux éteints], 1917, Josef Stein, Deutsche Bioscop, Berlin
- Die Memoiren der Tragödin Thamar [Les Mémoires de la tragédienne Thamar], 1917, Robert Reinert, Deutsche Bioscop, Berlin
- Der Herr der Welt [Le Maître du monde], 1918, Robert Reinert, Deutsche Bioscop, Berlin
- Rächende Liebe [L’Amour vengeur], 1918, Josef Stein, Deutsche Bioscop, Berlin
- Das Spitzentuch der Fürstin Wolkowska [Le Mouchoir de la princesse Volkovska], 1918, Josef Stein, Deutsche Bioscop, Berlin
- Der Weg der Erlösung [La voie de la rédemption], 1918, Josef Stein, Deutsche Bioscop, Berlin
- Kassenrevision [Vérification de caisse], 1918, Josef Stein, Deutsche Bioscop, Berlin
- Irrwege der Liebe [Dérives de l’amour], 1918, Josef Stein, Deutsche Bioscop, Berlin
- Der Taktstock Richard Wagners [La Baguette de Richard Wagner], 1918, Adolf Gärtner, Deutsche Bioscop, Berlin
- Das grosse Opfer [La Grand Sacrifice], 1918, Josef Stein, Deutsche Bioscop, Berlin
- Das Licht des Lebens [La Lumière de la vie], 1918, Josef Stein, Deutsche Bioscop, Berlin
- Sei getreu bis in den Tod [Sois fidèle jusqu’à la mort], 1918, Josef Stein, Deutsche Bioscop, Berlin
- Der Mann im Monde. Gespenster [L’Homme dans la lune. Spectres], 1918, Robert Leffler, Deutsche Bioscop, Berlin
- Opium, 1919, Robert Reinert, Monumental-Film-Werke, Berlin
- Nerven (Nerfs), 1919, Robert Reinert, Monumental-Film-Werke, Berlin
- Kinder der Finsternis [Enfants des ténèbres], 1921, Ewald André Dupont, Gloria-Film, Berlin
- Sterbende Völker [Peuples à l’agonie], 1922, Robert Reinert, MonumentalFilm-Werke, Berlin
- Sie und die Drei [Elle et les trois], 1922, Ewald André Dupont, Henny PortenFilm, Berlin
- Der falsche Dimitry (Boris Godounov), 1922, Hans Steinhoff, Gloria-Film, Berlin
- Inge Larsen, 1923, Hans Steinhoff, Henny Porten-Film, Berlin
- Das Wachsfigurenkabinett (Le Cabinet des figures de cire), 1924, Paul Leni, Neptun-Film, Berlin
- Neuland. Das glückhaft Schiff [Terre neuve. L’heureux navire], 1924, Willy Grunwald et Hans Behrendt, Otto Gebühr-Film, Berlin
- Die Perücke (La Perruque), 1925, Berthold Viertel, Westi-Film, Berlin
- Ein Walzertraum (Un rêve de valse), 1925, Ludwig Berger, Ufa, Berlin
- Der heilige Berg (La Montagne sacrée), 1926, Arnold Fanck, Ufa, Berlin
- Die Brüder Schellenberg (Les Frères Schellenberg), 1926, Karl Grune, Ufa, Berlin
- Die Boxerbraut [La Fiancée du boxeur], 1926, Johannes Guter, Ufa, Berlin
- Die Abenteuer eines Zehnmarkscheines (Les Aventures d’un billet de dix marks), 1926, Berthold Viertel, Deutsche Vereins-Film, Berlin
- Dagfin (Dagfin le skieur), 1926, Joe May, May-Film, Phoebus-Film, Berlin
- Metropolis, 1927, Fritz Lang, Ufa, Berlin
- Die Czardasfürstin (Princesse Czardas), 1927, Hanns Schwarz, Ostermayr-Film
- Madame Pompadour, 1927, Herbert Wilcox, British National Pictures
- Sprengbagger 1010 (Le Vertige du progrès), 1929, Carl Ludwig Achaz Duisberg, Berlin

En tant que réalisateur :
- Avodah (Travail), 1935 [2]
- Hebräische Melodie (Mélodie hébraïque), 1935, Jüdischer Kulturbund, Berlin
- Yaldei ha-shemesh (Les Enfants du soleil), 1940, comité exécutif de la Histadrout
- Amal (Labeur), 1940, comité exécutif de la Histadrout
- Koupat holim, 1941, comité exécutif de la Histadrout
- Labour Palestine, 1941, comité exécutif de la Histadrout
- Balaam et son ânesse, 1946,  Leo Herrmann, Keren Hayessod
- Adamah (Terre) ou Tomorrow’s a Wonderful Day, 1947, Hadassah

## Expositions
- 1982 : Helmar Lerski - Lichtbilder, Musée Folkwang, Essen.
- 2003 : Helmar Lerski : métamorphoses par la lumière, Musée d'Art moderne et contemporain, Strasbourg[3].
- 2011 : Helmar  Lerski : Working Hands, Musée d'Israël, Jérusalem.
- 2018 : Helmar Lerski, pionnier de la lumière, Musée d'Art et d'Histoire du judaïsme, Paris.